# Reprezentacja Rosji na Mistrzostwach Europy w Wioślarstwie 2007
Reprezentacja Rosji na Mistrzostwach Europy w Wioślarstwie 2007 liczyła 16 sportowców. Najlepszymi wynikami było 1. miejsce w czwórce podwójnej mężczyzn.

## Medale

### Złote medale
- czwórka podwójna (M4x): Nikita Morgaczow, Aleksiej Swirin, Aleksandr Korniłow, Nikael Bikua-Mfantse

### Srebrne medale
dwójka bez sternika (W2-): Wiera Poczitajewa, Alewtina Podwiazkina
ósemka (M8+): Anton Zarucki, Aleksandr Lebiediew, Roman Worotnikow, Edgar Ivans, Aleksandr Kulesz, Dmitrij Rozinkiewicz, Władimir Wołodenkow, Dienis Markiełow, Pawieł Safonkin

### Brązowe medale
czwórka bez sternika wagi lekkiej (LM4-): Ilja Aszczin, Siergiej Bukriejew, Aleksandr Sawkin, Aleksandr Ziuzin

## Wyniki

### Konkurencje mężczyzn
- jedynka (M1x): Igor Krawcow – 13. miejsce
- dwójka bez sternika (M2-): Siergiej Babajew, Roman Wiesiełkin – 4. miejsce
- dwójka podwójna (M2x): Nikołaj Spiniew, Siergiej Fiodorowcew – 6. miejsce
- czwórka podwójna (M4x): Nikita Morgaczow, Aleksiej Swirin, Aleksandr Korniłow, Nikael Bikua-Mfantse – 1. miejsce
- czwórka bez sternika wagi lekkiej (LM4-): Ilja Aszczin, Siergiej Bukriejew, Aleksandr Sawkin, Aleksandr Ziuzin – 3. miejsce

### Konkurencje kobiet
- jedynka (W1x): Julia Lewina – 6. miejsce
- dwójka bez sternika (W2-): Wiera Poczitajewa, Alewtina Podwiazkina – 2. miejsce